# Мамлюки

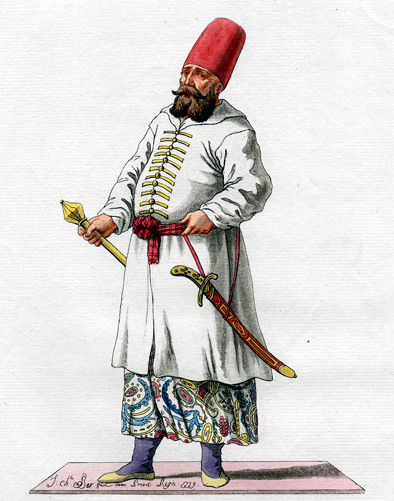
Мамлюк в традиционной одежде. 1779 г.

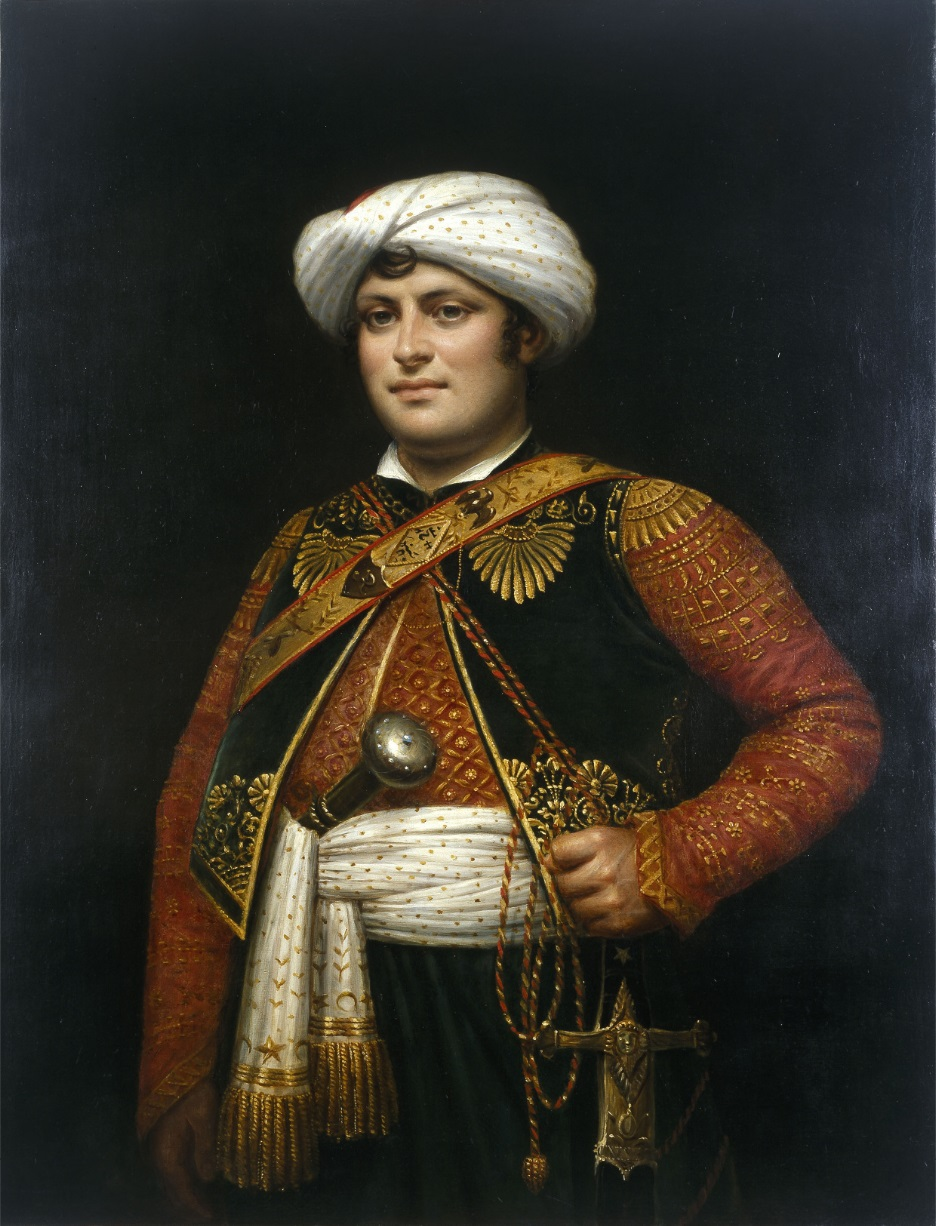
Мамлюк-армянин Рустам Раза, телохранитель и оруженосец Наполеона Бонапарта. Портрет 1806 года

Мамлю́ки (также мамелю́ки, араб. مملوك‎ мамлу́к — «владеемый», «невольник», мн. ч. مماليك‎ мамели́к, от араб. مَلِك‎ ма́лик — «владетель») — военное сословие в средневековом Египте, первоначально рекрутировавшееся из юношей-рабов тюркского происхождения из Евразийской степи (в основном куманы), но затем институт военного рабства быстро распространился на представителей народов Кавказа (черкесы, абхазы, обращённые в ислам грузины и армяне), жителей Балкан (албанцы, греки и другие), а также южных славян и русин (см. сакалиба). Мамлюки также набирались из египтян. «Феномен мамлюков/гулямов», как Дэвид Аялон назвал создание особого класса воинов, имел большое политическое значение; он просуществовал почти 1000 лет, с IX по XIX век.
В Египте, а также в Леванте, Месопотамии и Индии мамлюки обладали политической и военной властью. В некоторых случаях они достигали ранга султана, в то время как в других они обладали региональной властью как эмиры или беи. Наиболее примечательно, что мамлюкские группировки захватили султанат с центром в Египте и Сирии и контролировали его как Мамлюкский султанат (1250—1517 годы). Мамлюкский султанат наголову разгромил государство Хулагуидов в битве при Айн-Джалуте. Ранее они сражались с западноевропейскими крестоносцами в 1154—1169 и 1213—1221 годах, фактически изгнав их из Леванта. В 1302 году султанат Мамлюков окончательно уничтожил государства крестоносцев.
Мамлюки тюркского происхождения разговаривали на мамлюкско-кыпчакском языке, который относится к кыпчакской группе языков тюркской семьи (вымер в XV веке). О языке мамлюков кавказского происхождения известно мало. Мамлюкско-кыпчакский язык не перестал быть военной лингва франкой даже во времена правления черкесской династии Бурджитов.

## Обзор

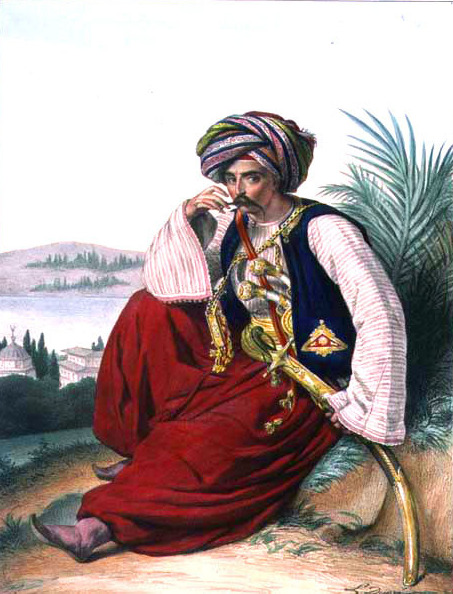
Грек-мусульманин мамлюк (Луи Дюпре, масло на холсте, 1825 год).

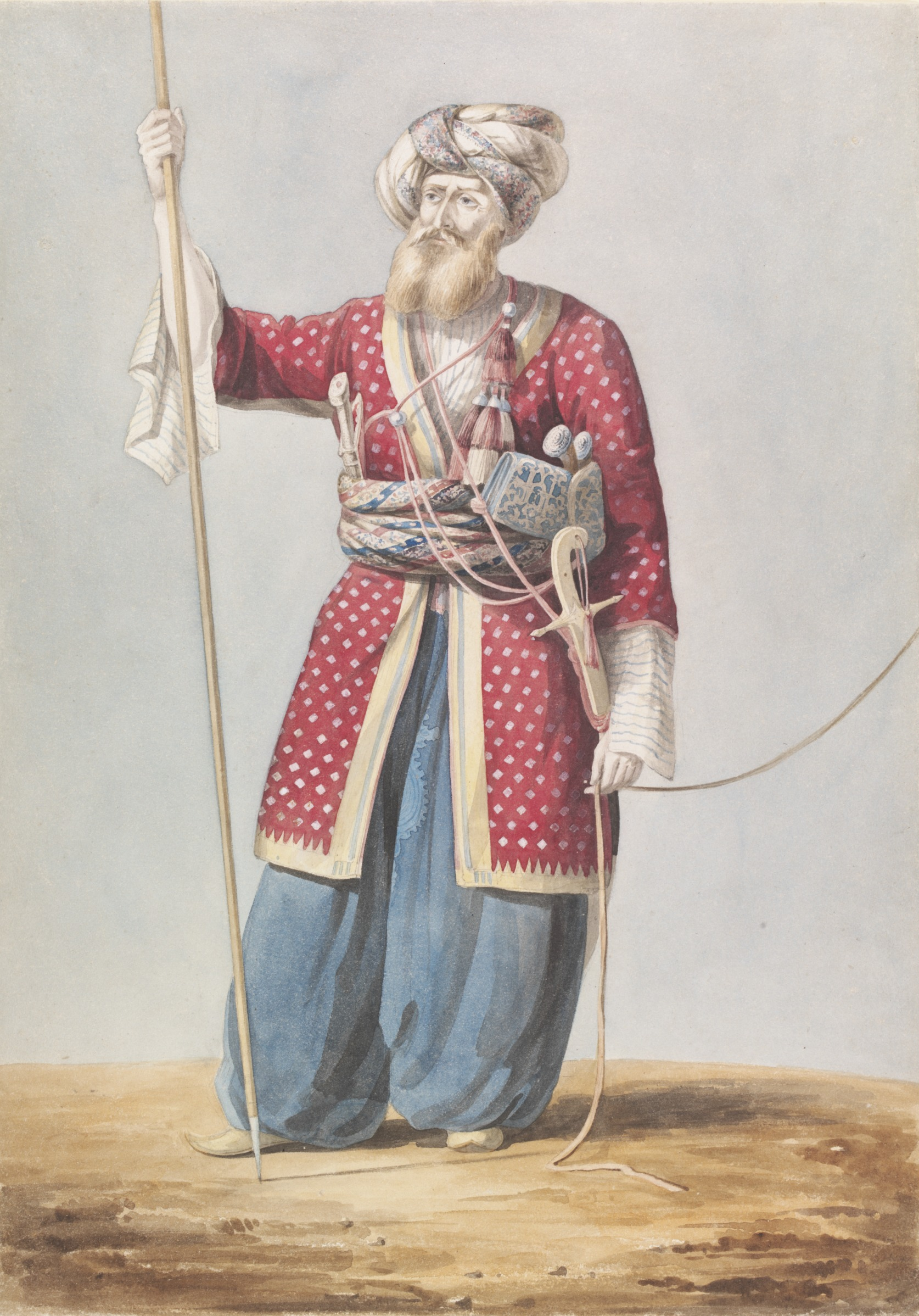
Мамлюкский дворянин из Алеппо (османская Сирия, XIX век).

Историки сходятся во мнении, что укоренившийся военный класс, такой как мамлюки, по-видимому, развивался в исламском мире, начиная с халифата Аббасидов в IX веке. До 1990-х годов широко распространялось мнение, что самые ранние мамлюки были известны как гулямы (другой термин для рабов-воинов) и были куплены халифами Аббасидов, особенно аль-Мутасимом (833—842 годы).
К концу IX-го века такие воины-рабы стали доминирующим элементом в армии. Конфликт между гулямами и населением Багдада побудил халифа аль-Мутасима перенести свою столицу в город Самарра, но это не привело к ослаблению напряженности. Халиф Аль-Мутаваккиль Алаллах был убит некоторыми из этих солдат-рабов в 861 году (см. Анархия в Самарре).
С начала XXI века историки предположили, что существовало различие между системой мамлюков и более ранней системой гулямов в Самарре, которая не имела специальной подготовки и основывалась на существовавших ранее иерархиях в центральной Азии. Гулямами несли службу взрослые рабы и свободные люди. Система мамлюков сложилась позже, после возвращения халифата в Багдад в 870-х годах. Она включала систематическое обучение молодых рабов воинским и боевым навыкам. Считается, что система мамлюков была мелкомасштабным экспериментом Аль-Муваффака, направленным на то, чтобы объединить эффективность рабов как воинов с повышенной надёжностью. Эта недавняя теория, по-видимому, была принята.
После распада Аббасидского халифата военные рабы, известные как мамлюки или гулямы, использовались во всём исламском мире в качестве основы военной мощи. Фатимидский халифат (909—1171 годы) в Египте насильно забирал юношей армян, тюрок, нубийцев и коптов из их семей, чтобы обучить их в качестве солдат-рабов. Они составляли основную часть их вооружённых сил, и правители отбирали ценных рабов для службы в своей администрации. Могущественный визирь Бадр аль-Джамали, например, был мамлюком из Армении. В Иране и Ираке Буиды использовали тюркских рабов по всей своей империи. Мятежник Арслан аль-Басасири был мамлюком, который в конечном итоге установил династическое правление сельджуков в Багдаде после неудачной попытки восстания. Когда более поздние Аббасиды восстановили военный контроль над Ираком, они также полагались на гулямов как на своих воинов.
При Саладине и Айюбидах власть мамлюков возросла, и в 1250 году они провозгласили султанат, правя как Мамлюкский султанат. Во всём исламском мире правители продолжали использовать порабощённых воинов вплоть до XIX века. Девширме или «налог кровью» в Османской империи продолжался собираться до XVII века. Режимы, основанные на власти мамлюков, процветали в таких османских провинциях, как Левант и Египет, вплоть до XIX века.

## История

### Краткая хронология
- 1250 — мамлюкам удалось захватить власть в Египте. В составе заговорщиков была Шаджар ад-Дурр — мать султана-Айюбида. Один из восставших эмиров, Айбек, позже принял титул султана. Новая элита рекрутировалась прежним способом: в Золотой Орде продолжали покупаться рабы для касты. Известно две «династии» мамлюкских султанов: Бахри (1250—1382) и Бурджи (1382—1517).
- 1260 — мамлюки под предводительством Кутуза и Бейбарса разбили монгольский отряд при Айн-Джалуте (3 сентября) и отвоевали Сирию, включая Дамаск.
- 1261 — мамлюки предложили принцу-Аббасиду номинальный, но почётный пост халифа. Под их властью оказались исламские святыни Аравии: Мекка и Медина.
- 1375 — мамлюкам удалось захватить киликийскую цитадель Сис, взять в плен и увезти в Египет царя Киликийской Армении Левона V Лузиньяна, царицу, двух принцесс, католикоса Погоса I и некоторых армянских князей, в результате этих событий армянское Киликийское царство было уничтожено[29].
- 1419 — мамлюки подчинили эмират Караманидов.

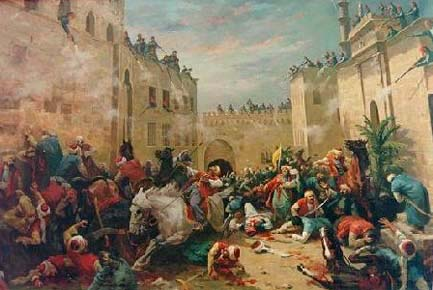
Резня мамлюков в 1811 году Мухаммедом Али.

- 1517 — государство мамлюков было завоевано Османской империей, при этом мамлюки сохранили свой привилегированный статус, хотя и были вынуждены подчиниться османскому паше.
- 1769 — антитурецкий мятеж мамлюков.
- 1798 — французская армия Наполеона в битве у пирамид нанесла поражение коннице мамлюков, вооруженных устаревшими мушкетами.
- 1806 — турецкая армия разгромила взбунтовавшихся мамлюков.
- 1811, 1 марта — массовое убийство мамлюков. Египетский паша Мухаммед Али пригласил на торжественный ужин 600 мамлюкских беев и приказал страже перебить их. Это послужило сигналом для начала резни мамлюков по всему Египту: было убито около 4 тысяч мамлюков, часть уцелевших бежала в Судан.

### Мамлюкский султанат
В XII веке правящая в Египте династия Айюбидов привлекала мамлюков для несения военной службы. В 1250 году лидеры мамлюков-тюрок отстранили Айюбидов, взяв власть в Египте в свои руки. Через 10 лет мамлюки под командованием султана Бейбарса разгромили монголо-татар в битве при Айн-Джалуте. В 1268 году ими были разгромлены крестоносцы, а ещё через 5 лет — исмаилиты-низариты. Владения Мамлюкского султаната включали Сирию и Палестину и часть территории Северной Африки. Мамлюки положили конец существованию на юге Малой Азии армянского царства Рубенидов.
Мамлюки были ревнителями суннитского ислама. После разгрома монголо-татарами Аббасидского халифата они снова возродили его. Однако реальная светская власть принадлежала не Аббасидским халифам, а мамлюкским султанам. Под защитой мамлюков находились и священные города мусульман, Мекка и Медина. При мамлюках наблюдался подъём культурной жизни в султанате.
В 1516 году турецкая армия во главе с султаном Селимом I разгромила мамлюков в сражении при Марж Дабике возле Алеппо и присоединила их владения к Османской империи. Мамлюки сохранили своё влияние в Египте в качестве влиятельного сословия вплоть до 1811 года, когда египетский султан Мухаммад Али распорядился истребить их.
Правление мамлюков осуществлялось двумя династиями — Бахриты (1250—1390) и Бурджиты (1390—1516).

#### Бахриты
| Имя                      | Годы правления                  | Примечание |
| ------------------------ | ------------------------------- | --- |
| Шаджар ад-Дурр           | 1250                            | вдова аль-Малика ас-Салиха ад-дина Айюба |
| Айбек аль-Муизз          | 1250—1257                       | Происходил из туркменов, во всяком случае, в среде мамлюков он был известен как Айбек ат-Туркмани. |
| аль-Мансур Али           | 1257—1259                       | Настоящими правителями страны при пятнадцатилетнем Али были могущественные эмиры Санджар аль-Халаби, атабек султана, Санджар аль-Гатми, лидер остававшихся в Египте бахритов, и Кутуз аль-Му’иззи, фаворит Айбека. |
| Кутуз аль-Музаффар       | 1259—1260                       | Был старшим эмиром мамлюков аль-Му‘изза Айбека, после прихода к власти последнего занял пост наместника султаната Египта.                                                                                          |
| Бейбарс I аль-Бундукдари | 1260—1277                       | Известен успешными войнами в Палестине и Сирии против монгольских ильханов и европейских крестоносцев. |
| Саид Берке-хан           | 1277—1280                       | Отрёкся в августе 1279 года. На престол был возведён семилетний брат Берке-хана Саламыш под опекой Калауна. |
| Бадруддин Саламыш        | 1280                            | Через несколько месяцев после возведения на трон свергнут Калауном, который принял титул султана. |
| Сайфуддин Калаун         | 1280—1290                       | |
| аль-Ашраф Халиль         | 1290—1294                       | |
| Ан-Насир Мухаммад        | 1294—1295, 1299—1309, 1309—1340 | |
| аль-Адиль Китбуга        | 1295—1297                       | |
| Ладжин аль-Мансур        | 1297—1299                       | |
| Бейбарс II аль-Джахангир | 1309                            | |
| Абу Бакр аль-Мансур      | 1340—1341                       | |
| Куджук аль-Ашраф         | 1341—1342                       | |
| Ахмад ан-Насир           | 1342                            | |
| Исмаил ас-Салих          | 1342—1345                       | |
| Шабан I аль-Камиль       | 1345—1346                       | |
| Хаджжи I аль-Музаффар    | 1346—1347                       | |
| Ан-Насир аль-Хасан       | 1347—1351, 1354—1361            | |
| Салих Салахуддин         | 1351—1354                       | |
| Мухаммад аль-Мансур      | 1361—1363                       | |
| Шабан II аль-Ашраф       | 1363—1376                       | |
| Али аль-Мансур           | 1376—1382                       | |
| Хаджжи II ас-Салих       | 1382, 1389—1390                 | |

#### Бурджиты
| Имя                          | Годы правления       | Примечание |
| ---------------------------- | -------------------- | --- |
| аз-Захир Баркук              | 1382—1389, 1390—1399 | Основатель династии Бурджитов, родился в Черкесии. Утвердился на престоле в 1382 г. При нём все эмирские должности были заняты черкесами, вследствие чего все последующие султаны выходили только из среды черкесов. Перед смертью провозгласил своим наследником 13-летнего сына Фараджа. |
| ан-Насир Фарадж              | 1399—1405, 1405—1412 | Сын Баркука, рождённый греческой невольницей. Его правление стало несчастьем для страны. Воспользовавшись тем, что различные мамлюкские группировки развернули борьбу за власть, Тимур в 1400 г. вторгся в Сирию, захватил Алеппо, Хомс и Дамаск. После этого в стране установились анархия и безначалие. После неудавшейся попытки захвата власти Абдул-Азизом аль-Мансуром, мамлюки-заговорщики бежали в Сирию. Там их принял на службу правитель Дамаска Шайх. С 1406 по 1412 г. Фарадж предпринял пять неудачных походов в Сирию. В самом Каире против него постоянно плелись заговоры. После похода 1412 года попал в плен и был приговорен к смерти. Помилован аль-Мустаином. |
| аль-Мансур Абд аль-Азиз      | 1405                 | В 1405 группа мамлюков попыталась возвести на престол Абдул-Азиза аль-Мансура. Его правление продолжалось всего несколько месяцев. Его сторонники засели в каирской крепости, однако Фараджу удалось овладеть цитаделью. Абдул-Азиз аль-Мансур был сослан в Александрию и вскоре умер. |
| аль-Аббас аль-Мустаин Биллах | 1412                 | В 1412 г. Фарадж ан-Насир предпринял очередной поход в Сирию, взяв с собой халифа аль-Мустаина. Султан потерпел поражение и был осажден в Дамаске. Сирийцы взяли в плен халифа и провозгласили его султаном. Аль-Мустаин упорно отказывался от этой сомнительной чести. |
| аль-Муайяд Шайх              | 1412—1421            | Через несколько месяцев после того, как аль-Мустаин взошёл на трон, Шайх аль-Муайяд отстранил его от власти и сам стал султаном. Шайх аль-Муайяд сумел восстановить в стране мир и порядок. После его смерти в 1421 году, его сторонники провозгласили султаном его полуторагодовалого сына Ахмада аль-Музаффара. |
| аль-Музаффар Ахмад (I)       | 1421                 | После восхождения на престол почти сразу тот был низложен эмиром Татаром, который велел казнить всех приспешников Шайха аль-Муайяд. |
| аз-Захир Татар               | 1421                 | Через три месяца после восхождения на престол Татар аз-Захир заболел и умер. Трон передал своему 10-летнему сыну Мухаммаду I. |
| ас-Салих Мухаммад (I)        | 1421—1422            | Взошёл на трон после смерти отца. Низложен управляющим султанского дворца Барсбоем в 1422 году. |
| аль-Ашраф Барсбей            | 1422—1438            | Низложил Мухаммада I ас-Салиха. Был алчным, вспыльчивым и жестоким правителем. Предпринял три экспедиции на Кипр, который со времен третьего крестового похода находился в руках крестоносцев. В последние годы его правления Египет подвергся эпидемии чумы, засухе, нашествию саранчи и голоду. |
| аль-Азиз Юсуф                | 1438                 | В 1438 г. Барсбой умер, завещав престол своему сыну Юсуфу. В том же году он был смещён своим опекуном Джакмаком. |
| аз-Захир Джакмак             | 1438—1453            | Сместил с престола Юсуфа аль-Азиза. Подавил все мятежи в Сирии, после чего начал войну с Родосом. Скончался в 1453 г. в возрасте 80 лет. |
| аль-Мансур Усман             | 1453                 | Сын Джакмака. Был жестоким, глупым и алчным правителем. Смещён в результате восстания мамлюков. |
| аль-Ашраф Инал               | 1453—1461            | В 1453 г. мамлюки подняли против Усмана аль-Мансура восстание и провозгласили султаном командовавшего до этого в войне против Родоса египетским флотом, эмира Инала. Во время его правления султанские невольники по своему желанию назначали и смещали всех высших чиновников. |
| аль-Муайяд Ахмад (II)        | 1461                 | Сын Инала аль-Ашрафа. Смещён мамлюками после нескольких месяцев правления. |
| аз-Захир Хушкадам            | 1461—1467            | После свержения Ахмада II аль-Муайяда мамлюки возвели на престол управлявшего до этого султанским доменом, грека Хушкадама. Он был мнительным и трусливым. Обрушил на своих противников целую лавину убийств, пыток и публичных экзекуций. |
| аз-Захир Бильбей             | 1467—1468            | Пришёл к власти после смерти Хушкадама аз-Захира. Служил марионеткой в руках мамлюков. |
| аз-Захир Тимур-буга          | 1468                 | Пришёл к власти после смерти Билбая аз-Захира. Служил марионеткой в руках мамлюков. |
| аль-Ашраф Каит-бей           | 1468—1496            | Пришёл к власти в 1468 году. Он был жестоким, умным и дальновидным. При нём в 1485 г. началась первая война с турками, проходившая на территории малоазийских княжеств. Выиграл оба сражения и в 1491 г. заключил выгодный для Египта мир, по которому турки отказались от притязаний на Альбистан и Киликию. |
| ан-Насир Мухаммад II         | 1496—1498            | Попытался вооружить египетскую армию огнестрельным оружием, но большинство мамлюков сочли эту реформу нечестивой. Молодой султан был убит в 1498 г. в Газе. |
| аз-Захир Кансух (I)          | 1498—1500            | Избран султаном после смерти Мухаммад II. Убит через два года после начала правления. |
| аль-Ашраф Джанбалат          | 1500—1501            | Избран султаном после смерти Кансуха аз-Захира. Правил в течение короткого времени. |
| Аль-Адиль Туман-бай I        | 1501                 | Избран султаном после смерти Джанбалата аль-Ашрафа. Правил в течение короткого времени. |
| аль-Ашраф Кансух (II)        | 1501—1516            | Занял при поддержке эмиров трон в 1501 году в возрасте 60 лет. До этого был главным визирем. Быстро подавил оппозицию и при помощи чрезвычайных мер пополнил казну. В 1503 г. Кансух ал-Гаури построил новый ипподром, ставший одним из главных центров мамлюкской общины. Старался править гуманно, не злоупотребляя казнями. Отравлен во время сражения с турками на Дабикском поле близ города Алеппо в Сирии. |
| аль-Ашраф Туман-бай II       | 1516—1517            | Избран султаном после смерти Кансуха аль-Гаури. До этого исполнял обязанности наместника Египта. К началу его правления турки овладели всей Сирией и подступили к границам Египта. В январе 1517 г. при Ридании (близ Каира) турки разгромили мамлюков и вступили в Каир. Через семь дней Туман-бай с отрядом мамлюков ворвался в столицу и поднял там восстание, завершившееся почти полным истреблением мамлюкской конницы. После этого Туман-бай попал в плен и был казнен. |

## Характеристики

### Подготовка

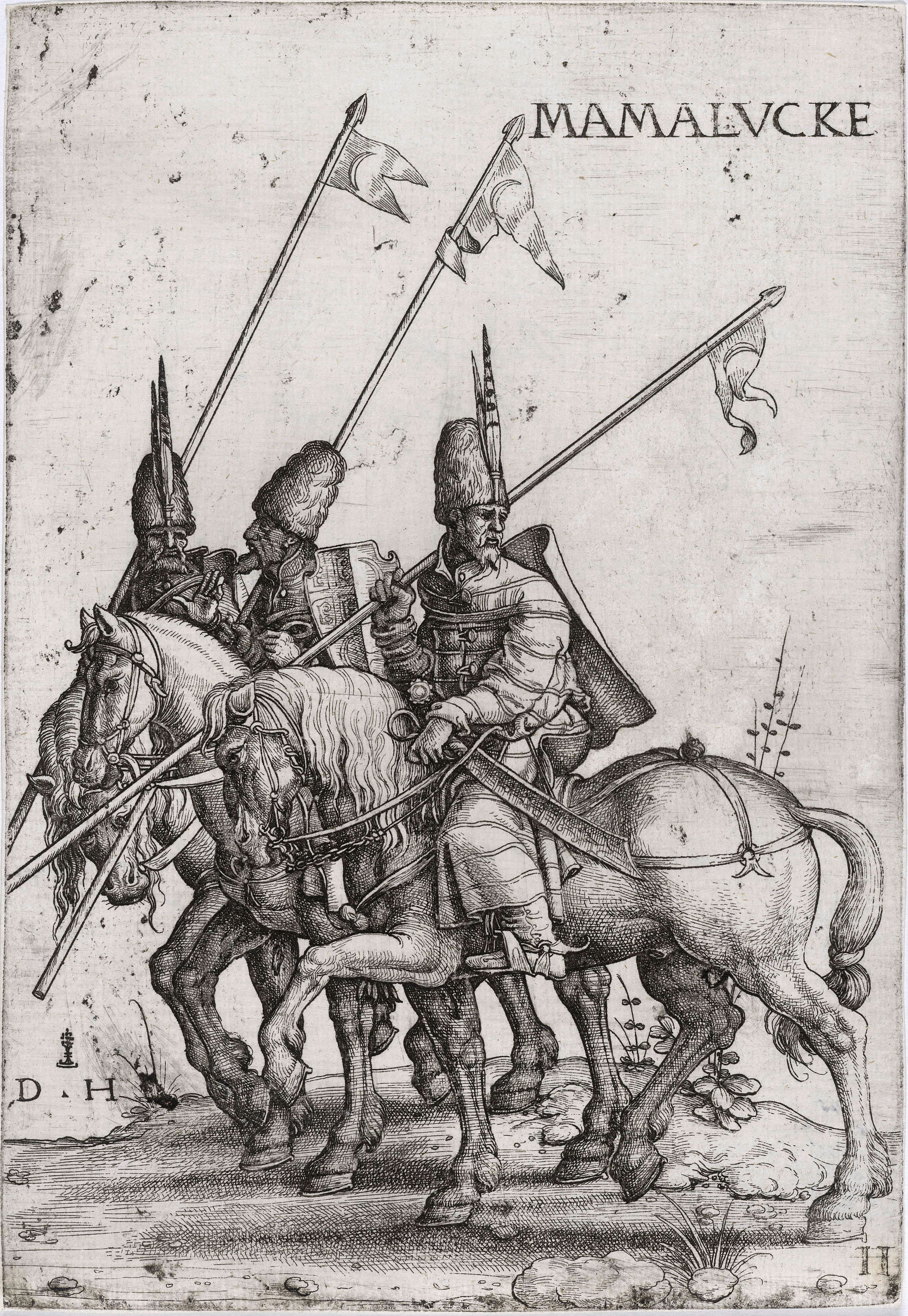
Мамлюкские всадники начала XVI века.

Комплекс военной и физической подготовки у мамлюков назывался фурусия. В него входила стрельба из лука, фехтование, упражнения с копьём и другим оружием, борьба. Важнейшим навыком для мамлюка была стрельба из лука. Мамлюки также обучались владению арбалетом в конном и пешем строю. В качестве великолепной тренировки мамлюкам служила охота, которая была организована наподобие монгольской, во время которой проводились масштабные облавы на животных.

### Вооружение

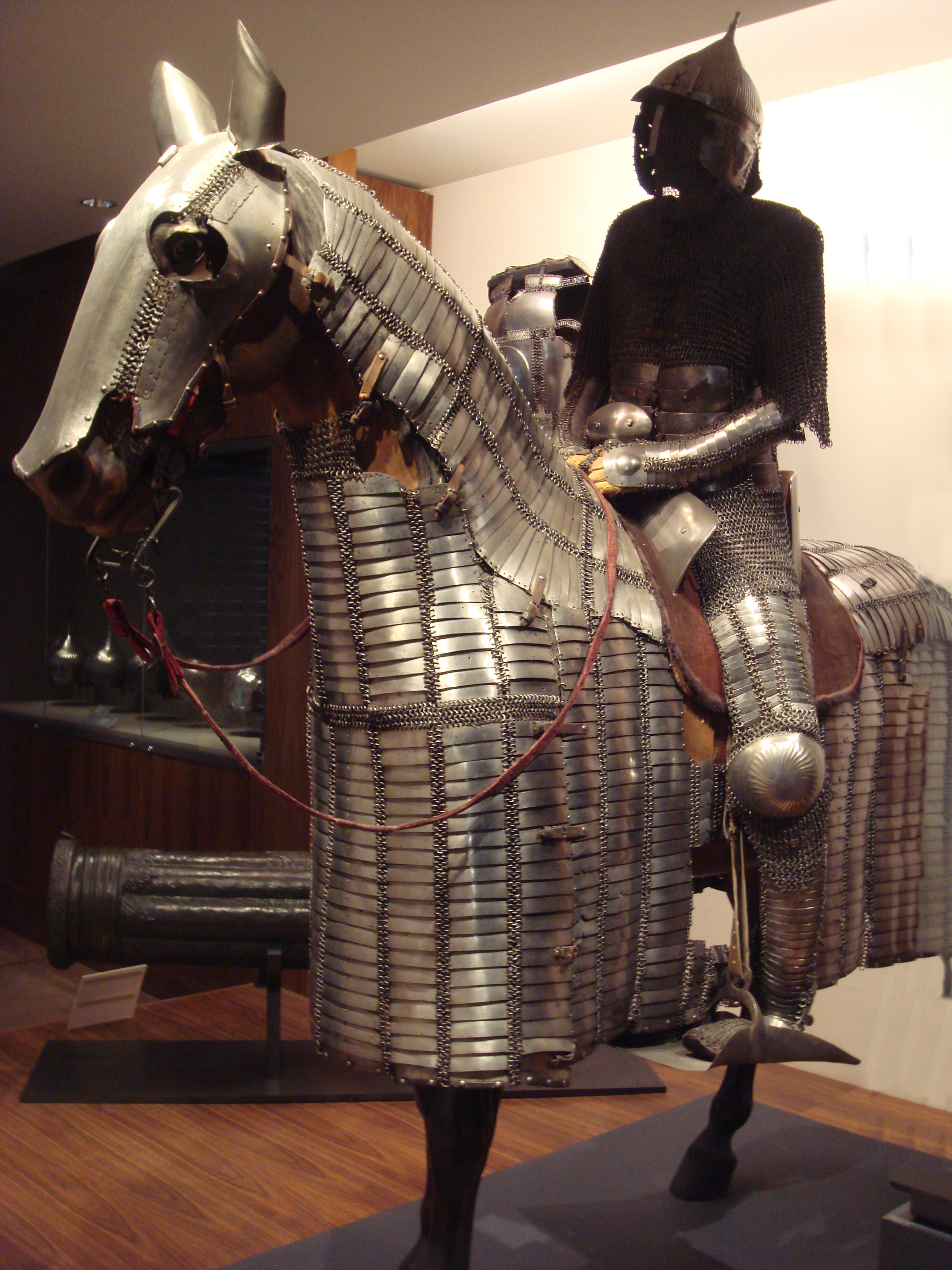
Доспехи мамлюкских всадников XVI века

Защитное вооружение воина-мамлюка состояло из подбитой ватой боевой одежды юшмана (был в виде как халата, так и рубашки), кольчуги и ламеллярного доспеха — джавшана. Защитой головы простому воину служил тюрбан, богатые мамлюки носили металлические шлемы с кольчужными бармицами. В XV веке наибольшее распространение получили кольчато-пластинчатые доспехи. Основным оружием был лук, были также вооружены копьями, мечами, саблями и булавами; имели на вооружении также и арбалеты, которыми активно пользовались во время осад и морских боёв. С конца XIV века мамлюки стали использовать артиллерию. В походе воин-мамлюк имел всего одну лошадь, а также одного или двух верблюдов для перевозки багажа и снаряжения. В армии мамлюков не было единообразной униформы, однако многие носили красную или жёлтую одежду. Большинство знамён были жёлтого цвета, так как этот цвет был цветом прежней Айюбидской династии. Главным отличием офицеров были пояса, украшенные золотом, серебром и драгоценными камнями.

### Тактика

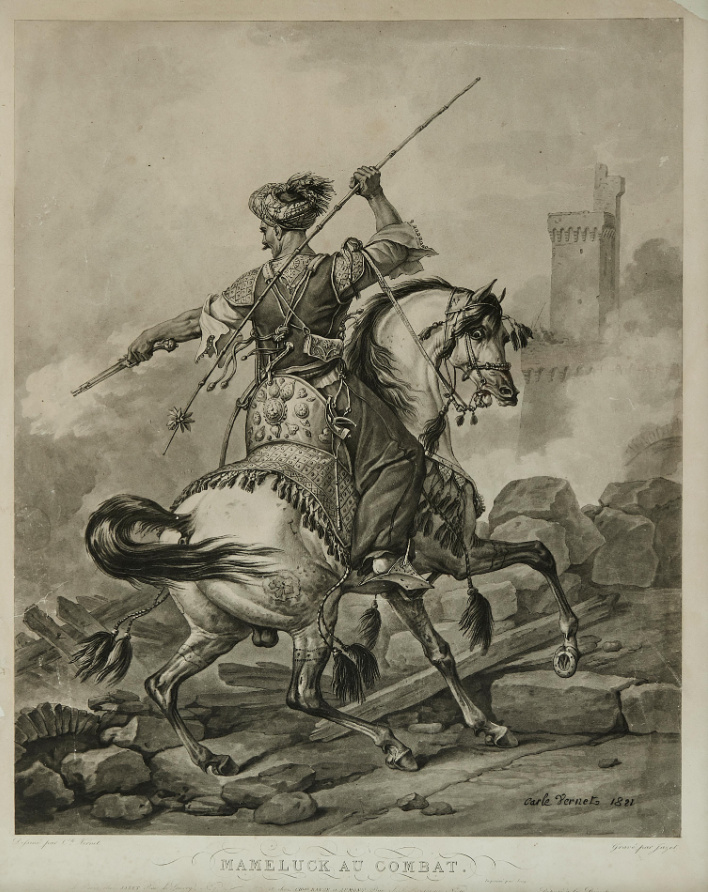
Мамлюк-кавалерист. Картина 1810 года.

Конница мамлюков была обучена маневрированию, ложным отступлениям и прочим приёмам. Пехота была способна преодолевать большие дистанции и быть готовой к отражению неожиданных нападений. Пехота также была обучена эффективно действовать против кавалерии. Нужно сказать, что мамлюки редко использовали пеших воинов в боях, в большинстве случаев полагаясь на кавалерию. Кавалеристы из элитных подразделений были обучены боевым действиям в пешем строю, умели они сооружать и полевые укрепления. Во время сражения мамлюки старались выбрать наиболее удобную позицию впереди холмов, во избежание неожиданной атаки противника в тыл. Построение армии мамлюков на поле боя было традиционным, с центром и двумя флангами. Если армия противника была  малочисленной, то мамлюки старались окружить её. Напротив, если врагов было больше, то мамлюкские полководцы старались не разворачивать войска широким фронтом. Одним из главных тактических приёмов мамлюков было засыпание противника градом стрел. Именно таким образом мамлюки сумели остановить крестоносцев под Газой.

### Организация
Армия мамлюков состояла из 3-х отдельных частей (в их число не входили вспомогательные части, а также неопытные рекруты): личной гвардии султана, отрядов эмиров и свободных наёмников-гвардейцев (халка). Мамлюки эмиров были хуже подготовлены, чем султанские, так как в основном не проходили обучение в элитных школах. После смерти эмира его мамлюки входили в состав отрядов других эмиров или свободных халка. Все мамлюкские офицеры имели земельные участки-ирты или другие доходные места, пожалованные им за службу султанами. Владельцы иртов были освобождены от налогов, однако во время войны обязаны были выступить в поход с отрядом вооружённых людей. Ирты не передавались по наследству и, будучи собственностью султанов, выдавались в условное владение.
Во второй половине XIII века египетская армия была значительно увеличена в численности благодаря реформам султана Бейбарса. Она включала в себя 40 000 воинов, 4 000 из которых были мамлюками. В начале XIV века армия мамлюков насчитывала уже 24 000 всадников, расквартированных в Египте, 12 400 из них состояли в отрядах эмиров. В провинциях располагались 13 000 мамлюков и 9 000 халка. Самым престижным подразделением армии мамлюков были отряды гвардейцев султана. Они принимали участие во всех важнейших военных походах султанов. Офицеры-эмиры различались по рангу. Эмиры-сотники командовали отрядом в 1 000 воинов и имели отряд личной охраны в 100 воинов. Эмиры сорока командовали отрядом в 100 воинов, их личная охрана насчитывала 40 человек. В мамлюкской армии имелась также должность эмира-десятника.
Отряды-халка имели также особые элитные подразделения, состоявшие из сыновей султанов, эмиров и мамлюков, избравших военную карьеру. При Айюбидах отряды халка были достаточно престижными подразделениями, однако со временем их боеспособность и высокий статус сильно упали. К XIV веку в ряды халка мог вступить любой желающий, заплатив для этого определённый денежный взнос.
Бейбарс значительно увеличил жалование мамлюкам. Помимо месячного жалования, мамлюки раз в полгода или год получали определённую сумму на покрытие расходов на одежду, воины также получали дневной мясной рацион, а раз в 2 недели — сумму на покупку корма для коня. В дополнение к доходам, получаемым с ирт, мамлюкские офицеры перед походом, а также с воцарением нового монарха получали богатые подарки. В начале XV века жалование простого воина составляло 3 динара, а жалование офицера — 7 динаров.
По утверждению некоторых исследователей, например К. Ф. Вольнея, мамлюки зачастую предпочитали для услаждения красивых юношей-рабов.

#### Мамлюки грузинского происхождения
Мамлюки грузинского происхождения в Египте сохраняли свой родной язык, старались быть в курсе происходящего на Кавказе, и всячески поддерживали связь с родиной. Принимали в гостях своих родителей и других родственников, посылали подарки членам своей семьи, оказывали финансовую помощь на постройку общественных зданий и необходимых укреплений, (в том числе защитных башен, или даже христианских храмов) в их родных краях в Грузии откуда они были родом. Грузинские мамлюки всячески поддерживали друг друга в силу сильно развитого чувства этнической солидарности.

## В искусстве
Одним из наиболее известных мамлюков был султан Бейбарс I. Ему посвящены арабский эпос XVIII века; повесть Мориса Симашко (1966); советская кинодилогия, снятая в 1989 году. В Старом Крыму есть мечеть, построенная по указу Бейбарса и на выделенные им деньги в 1280-х годах.
Мамлюкам также посвящён фильм, снятый на студии «Грузия-фильм» в 1958 году.